# 媒體行動主義

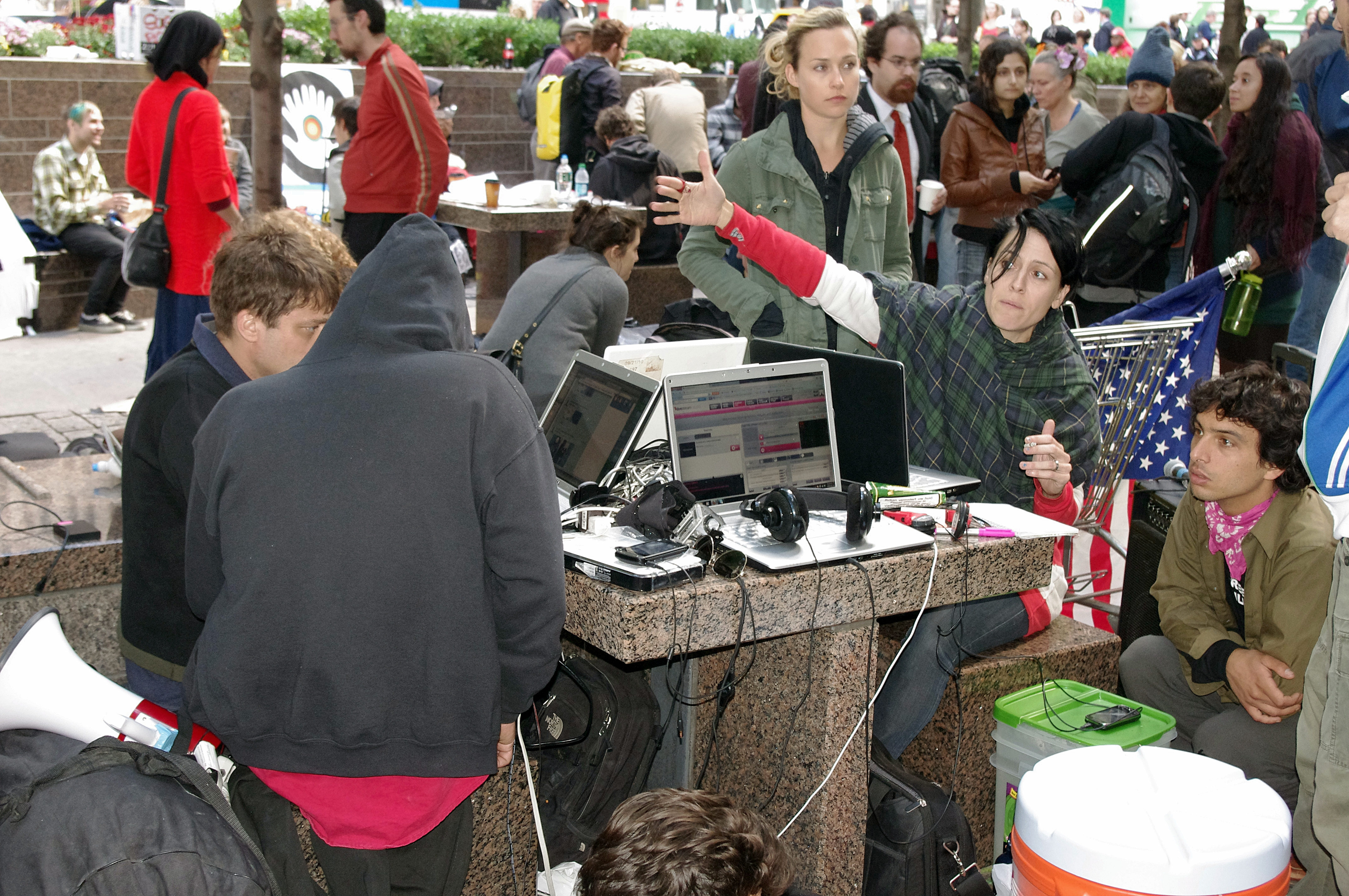
2011年9月，使用笔记本电脑占领Zuccotti Park的华尔街抗议者

媒体激进主义（Media activism）是一类广泛的激进主义，它利用媒体和通讯技术进行社会和政治運動。媒体行动主义的方法包括在网站上发布新闻，创建视频和音频调查，散布有关抗议的信息、组织与媒体和传播政策有关的运动。
媒體行動主義被用於許多不同的目的。它通常是基層活動家和無政府主義者傳播主流媒體無法獲得的資訊或共享審查新聞故事的工具。 某些形式的出於政治動機的黑客攻擊和基於網路的運動也被視為媒體激進主義。通常，媒體行動主義的目的是通過有時可能導致行動的媒體傳播來傳播意識。  

## 媒体行动主义的形式
社交媒体通常被用作媒体行动主义的一种形式。由于交互功能和广泛采用，用户可以快速传播信息并集会支持者。 像Facebook和Twitter这样的平台可以比传统媒体吸引更多的受众。尽管通常只有一小部分对在线事业表示兴趣的人愿意采取离线行动，但社交媒体互动被视为“互动阶梯中的第一步”。 社交媒体帮助我们在没有领导人的情况下组织起来。 “我们的想法和要求在Facebook上讨论。没有会议，没有规则。 
实时流应用程序或网站（例如Livestream）是另一种媒体形式，可以在存在某种审查制度的情况下取代电视。在伊斯坦布尔，由于缺乏实际媒体和电视的客观性，抗议活动可能是这种广播方式的一个例子。 另一方面，由于其快速且即时的信息共享，许多示威者在智能手机上使用了Whatsapp或Walkie-Talkie应用程序，以改善示威者之间的交流。 此外，使用诸如Whatsapp之类的应用程序可以通过添加诸如群组消息之类的功能来改善示威者之间的组织。 同样， YouTube是另一种有效的信息传播工具，通常与其他社交媒体形式（例如Facebook和Twitter）一起使用。
文化干扰是媒体行动主义的另一种形式，是一种颠覆性的抗议策略，“为了利用其提供的资源和场所”，重新适应了主流媒体的说法。 
媒体行动主义已将其范围扩大到新闻学和新闻媒体等研究领域。 媒体行动主义还可以教育受众成为自己的媒体制作人。扩大媒体行动主义，以通过媒体制作和参与促进行动。 

## 实例探究
社交媒体已成为全球政治和社会运动的主要组织工具。 他们的作用是加强线下激进分子之间已经存在的政治和社会关系网络。 青年人之间的媒体行动可以与青年人抗议和在特定问题和社会联系上在线创建社区的方式联系起来。 

### 中华人民共和国
中华人民共和国制定了严格的审查制度，其中新闻自由不被认为是自由的，而是压迫性的。 中国的年轻人致力于提高在线新闻自由度，并致力于利用媒体行动主义原则。 激烈的公民对话在中国在线发生。青年通过所谓的“河蟹批判”激怒了政府，反过来刺激了互联网上的公民对话。中国的媒体激进主义者利用他们的在线存在和自由来改变像玛丽莲·梦露这样的形象，以展现中国共产党前领导人毛泽东的面孔。该图像的名字是Maorilyn Maoroe，它在图像中并列在同调旁音旁，以亵渎他人。 “毛利人茂罗”（Maorilyn Maoroe）反对社会主义的“河蟹”（River Crab），这是对“和谐”的双关语。“和谐”是中国审查制度旨在促进的原则，但未能做到这一点。 
在中国，青年和其他媒体活动家发现并利用了新的方法来间接批评政治和社会环境，这些都是围绕政府的审查制度进行的。社交媒体是最新的批评方法之一。激进分子使用“微博”来批评政府。 因此，博客可以被视为在政府审查范围内公民参与的一种媒体激进主义方法。

### 北非和中东

#### 阿拉伯之春

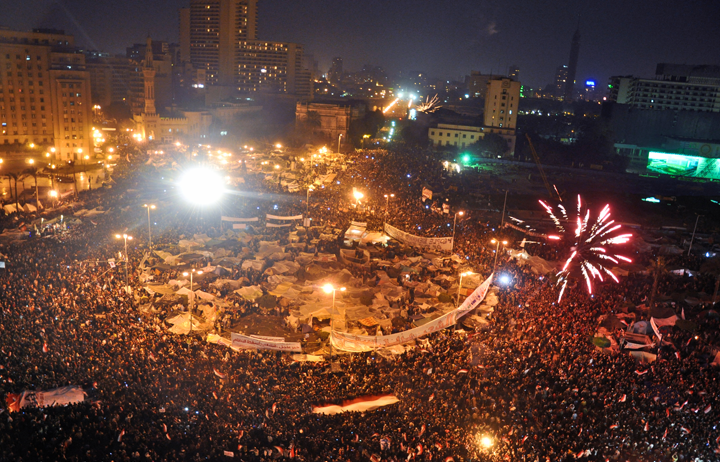
穆巴拉克总统宣布辞职后，埃及抗议者在解放广场举行庆祝活动。

2011年阿拉伯之春起义在突尼斯，利比亚和埃及等国广泛使用了社交媒体行动主义。这些国家专注于社会运作社交媒体的能力，并开始为全球化的民主形式组织基层倡议。 在政府压制的地方，通过社交媒体将阿拉伯青年人口描述为“开放”社会。 
埃及抗议者利用社交媒体减少了组织集会和动员起来的政治力量所带来的困难和成本。 通过社交媒体的集会便利为公民参与创建了新的门户，在过去的30年中，埃及在紧急权力的压制下抑制了这种机会。 通过社交媒体的集会便利为公民参与创建了新的门户，在过去的30年中，埃及在紧急权力的压制下抑制了这种机会。 这场起义导致每个国家内部发生暴力冲突，因此，可以将媒体和媒体行动主义视为在新规则下国家新民族身份的根本原因。 

### 菲律宾
前独裁总统费迪南德·马科斯（Ferdinand Marcos）于1986年下台后，菲律宾曾被称为东南亚新闻自由度最高的国家，原因是随后报纸，广播电台和节目在全国范围内迅速扩张。 多年来，这种情况发生了变化，特别是在发生了诸如马金丹达奥屠杀之类的事件之后，一次事件中有34名记者被杀。 传统媒体之间竞争激烈的利益也使新闻透明化的格局变得复杂-该国许多最大的报纸由在商业和政治上竞争的少数精选家庭拥有。 作为响应，地方组织转向了其他形式的信息传播。例如，由于当地公司和政治权力以及对主流媒体的影响，菲律宾的土著团体已经建立了在线媒体渠道，以建立国际社会对当地问题的认识，例如抢地。 

#### 玛丽·简·维洛索（Mary Jane Veloso）
2010年，海外菲律宾家庭佣工玛丽·简·维洛索（Mary Jane Veloso）在印度尼西亚被捕，并因企图走私5.7磅海洛因而被定罪。 她被安置在死囚牢房中，最初将被处决。人权组织声称，她的招募人员将Veloso用作and子，应给她机会在法庭上为自己辩护。 在法律倡导和在线媒体行动的共同努力下，Veloso的执行被推迟了。在Change.org上支持她的请愿书是该地区增长最快，签署最多的在线请愿书之一。 

### 美国
媒体激进主义在美国历史悠久，其中包括革命战争的革命宣传者，南北战争前几十年的废奴主义新闻以及劳动运动年代的社会主义新闻，例如支持理性的呼吁。总统候选人尤金•戴布斯（Eugene Debs）。 

#### 占领华尔街

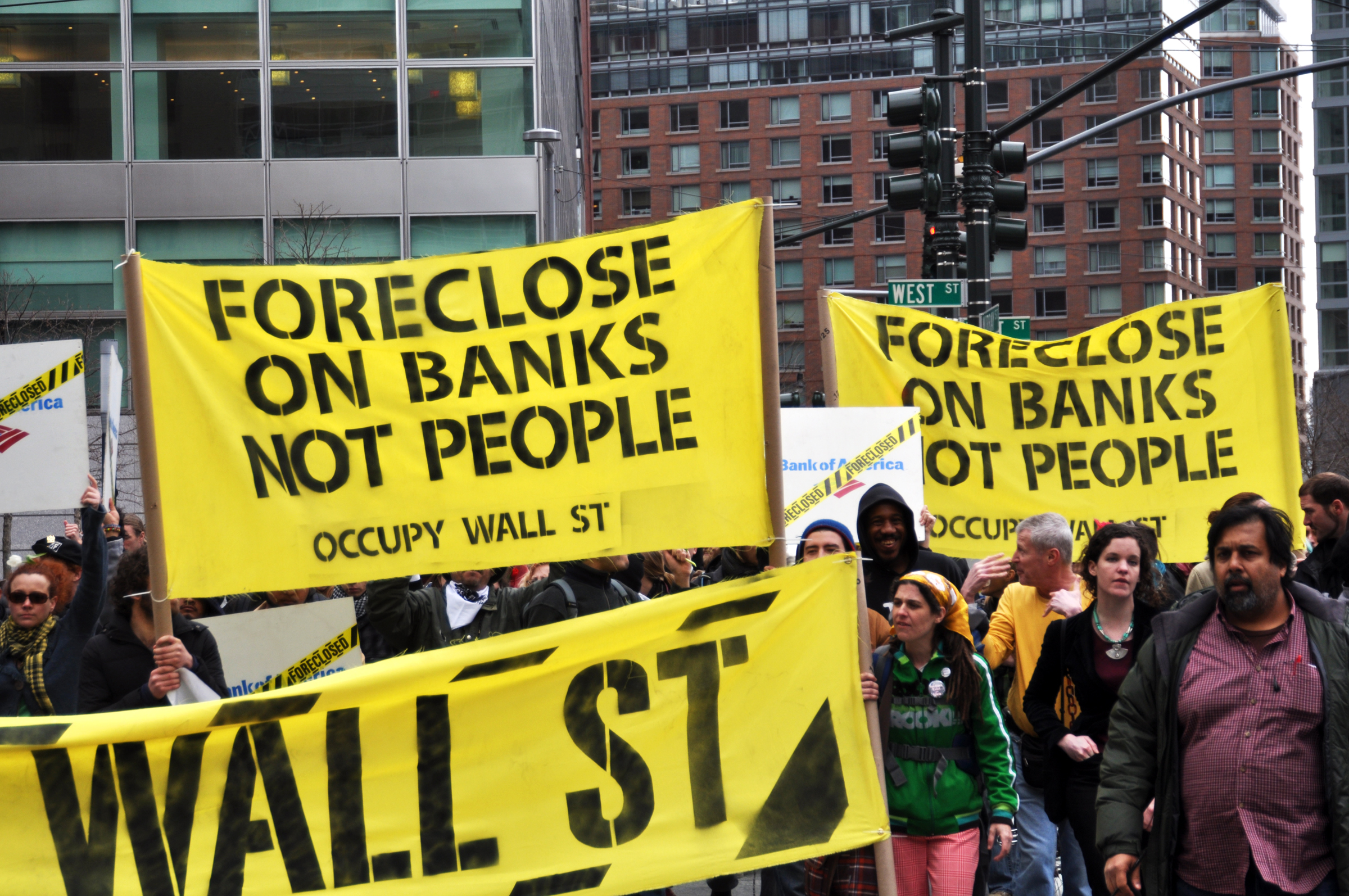
抗议者是占领华尔街运动的一部分

2011年秋天开始的“占领华尔街”运动是社交媒体在很大程度上推动了这项举措的另一个实例。这是一场由人民推动的运动，自2011年9月17日起在曼哈顿金融区的自由广场举行。当占领华尔街在公园和帐篷下如雨后春笋般出现时，示威者推动的主要问题之一是经济不平等。然后随着冬天的临近，警察将抗议者赶走了。全国各地的人群开始稀疏，热情减弱，最终运动几乎消散了。乘员们广为人知的口号是“我们是99％”。 99％的人是努力做出改变的低收入人群。与此形成鲜明对比的是，只有1％的人在经济上富裕并且控制着权力的社会，政治和经济杠杆。  （页面存档备份，存于）它从这里传播到美国乃至全球的城市。  （页面存档备份，存于）该运动的发生是由于突尼斯和埃及的民众起义。它的主要目标是与收入差距不均和货币的腐败影响作斗争。尽管许多人认为该运动消失了，但它演变成多种不同的原因。占领中最大的未被承认的胜利之一就是要求提高最低工资。占领抗议活动激励了纽约市快餐行业的工人在2012年11月辞职，引发了全国运动，将最低工资提高到每小时15美元。纽约的这次游行为成千上万在数百个城市中寻求更好工资条件的工人提供了指导。  （页面存档备份，存于）占领华尔街的抗议者利用社交媒体的工具来传播对这一运动的认识，向参与者介绍有组织的会议，集会和活动，并最终引起全国新闻和主流媒体的关注。诸如Facebook和Twitter之类的社交媒体句柄被用来将人们从一个地方带到一个地方，以达成共识。它始于少数有这个想法的人。事件，集会和抗议活动一开始，便引起了大众媒体的关注。最终为这些参与者渴望的变化创造了一个巨大的平台。 

#### 黑人的命也是命
“打击黑人生活”是一项针对非裔美国人的暴力和系统种族主义运动，受到社交媒体激进主义的强烈影响，领导人，话题标签和因社交媒体而提出的政策建议都受到了影响。标签#blacklivesmatter由Patrisse Cullors，Alicia Garza和Opal Tometi于2013年创建，此前乔治·齐默尔曼因在佛罗里达州谋杀17岁的特雷冯·马丁而被无罪释放。  Garza在Facebook上发表了题为“对黑人的爱心笔记”的帖子，其中说：“我们的生活很重要，黑人的生活很重要。”主题标签一经形成，便成为全国各地以黑人生活为中心的各种组织工作的集会之声。 
這是將非裔美國人社羣團結在一起的運動。這是一場不促進暴力而是團結的運動。由於媒體對人的影響方式，對運動的看法可能是消極的也可能是積極的。這項運動始於2013年，當時人們開始在Twitter，Facebook和許多社交媒體平臺上對＃BLM，＃BlackLivesMatter和#equality進行雜湊標記。為了應對針對黑人社羣的明顯暴力行為，來自全國各地的50多個組織齊心協力，以消除基於膚色的這種不公平現象。今天，這仍然是一個問題，在某些人看來，媒體對BLM並沒有產生積極的影響。它導致人們暴動，對彼此產生更多的仇恨，而不是整個團結的觀念。有時，帶有虛假新聞的媒體可能會使事情脫離背景，從而使人們產生令人不快的反應。  （页面存档备份，存于）

非裔美国人使用推特的比例高于白人，2014年，使用该服务的网民中有22％的黑人是黑人，而网民中的这一比例为16％。  ＃OscarsSoWhite，＃handsupdontshoot和#icantbreathe等标签作为社交运动的分支而如雨后春笋般涌现，并帮助在网站上建立了亚文化，有些人将其称为“黑色Twitter”。 哥伦比亚大学新闻学教授耶拉尼·科布（Jelani Cobb）认为，“黑色推特”对黑人生活至关重要，与电视对民权运动一样重要。 
在Twitter和Facebook等平台上的公民报道有助于推动传统媒体对暴力，歧视和骚扰的报道。 

#### ALS冰桶挑战
ALS冰桶挑战是一种媒体活动主义形式，它席卷了整个网络社区，以引起对肌萎缩性侧索硬化症（也称为盧·賈里格病）的认识，该病是一种致命疾病，通过神经细胞的破坏对人的运动功能造成损害。 挑战包括将一桶冷水倒在一个人的头上，然后捐赠给ALS协会。它始于2014年7月，当时克里斯·肯尼迪（Chris Kennedy）首次向他的妹妹珍妮特·塞纳基亚（Jeanette Senerchia）挑战，以参加挑战。塞纳基亚（Senerchia）受到鼓舞，参与其中以养活之前被诊断出患有该病的丈夫。很快，挑战就在Facebook，Twitter和Instagram等主流媒体平台上广泛传播。 由于受到该疾病影响的生命数量以及渴望在与ALS的斗争中取得进展的渴望，这一挑战引起了广泛关注。支持者对该事业的捐款积累起来，导致向ALS协会捐赠了多达1.15亿美元，以寻求治疗方法并提高对这一事业的认识。 

#### 康尼2012
約瑟夫·科尼（Joseph Kony）在2012年擔任烏干達上議院抵抗軍（LRA）的領導人。他被指控綁架了60,000多名烏干達兒童，將男孩變成洗腦的殺人機器，並將年輕女孩變成性奴隸。他殺死了任何阻礙他前進的人。 2012年，一家名為“ Invisible Children”的美國慈善機構採取了Kony的行動，並將其轉變為短片，並將其釋出到YouTube上。它是有史以來增長最快的病毒視訊，在6天內獲得了超過1億次觀看。自2005年以來，科尼因危害人類罪而被國際刑事法院通緝。在受到YouTube和Twitter等社交媒體網站的廣泛關注之後，美國終於在2008年宣佈上帝軍為恐怖組織。他們甚至派出了100名自己的部隊來支援烏干達追蹤科尼並將其擊落。成千上萬的人在推特上釋出了“ #stopkony”標籤。科尼的錄影帶導致國際上為結束非洲最長的持久問題而進行的前所未有的努力。來自世界各地的視訊製作者可能不知道這個問題是否會在其他地方發生。事實證明，如果人們知道一個問題並有機會提供幫助，他們實際上就會這樣做。 社會正義運動一直在使用新的媒體策略與公眾進行交流。諸如線上發行，播客和社交媒體的新文化規範之類的東西已經與傳統的集會，抗議和遊說活動相融合，並創造了一種新型的變革，對追隨者而言有些方便。 這些新的社交平臺使公眾成為媒體的消費者和製作人成為可能，使他們為改變所做的努力以前所未有的速度觸及了人數眾多的人群，例如科尼視訊。

### 委内瑞拉
如今，委内瑞拉有近32％的互联网用户定期使用社交媒体。 
最近，社交媒體已在政治上被用來在選舉中取得成功，包括2012年雨果·查韋斯總統的競選連任以及尼古拉·馬杜羅和亨裡克·卡普里萊斯·拉登斯基之間的2013年總統競選。社交媒體被用來組織集會和政治平臺以及受影響的競選內容。 反對黨候選人卡普里萊斯（Capriles）使用社交媒體作為激進主義者的方式來“鼓吹”支援並在政治上與選民建立聯絡。 這種形式的媒體行動主義在委內瑞拉青年人口中占主導地位，這一代人被認為是精通技術的一代。 
2013年3月14日，卢德·艾丽西亚·奥尔特加·佩雷斯（Lourdes Alicia OrtegaPérez）在推特上发布了一条被认为“破坏国家稳定”的消息，因此被委内瑞拉科学刑侦部门监禁。 

### 斐济
在斐濟的羅圖曼，羅圖曼人被認為是少數民族，導致近80％的人口大量外流。數字通訊在很大程度上依賴於儲存羅圖曼文化。 數字媒體的通訊方面非常有用。使用數字媒體可以使Rotuman人民保持聯絡並保護他們的文化。

## 在政治运动中使用媒体的框架
学者们试图建立理论框架来说明社会运动和行动主义中媒体的使用。
一个示例是由Rodrigo Sandoval-Almazan和J.Roman Gil-Garcia创建的使用社交媒体进行政治运动的四阶段模型。 
1. 触发事件
2. 媒体回应
3. 病毒组织
4. 身体反应

学者们也指出了社交媒体行动主义的局限性。一些批评家认为，媒体激进主义和互联网激进主义仍然需要覆盖传统大众传播媒介，才能获得巨大的吸引力。社交运动，尤其是扎根于在线社交媒体的社交运动，也需要大量参与者，以维持在社交媒体平台上的存在。 
一项针对2009年伊朗总统大选引发的抗议活动和媒体激进主义的研究还表明，为了刺激公民参与和动员公民，数字创作和媒体必须在情感上有所发展。 

## 土著群体的代表
媒体活动也为土著人民提供了解决地方政府不足问题的机会。通过使用媒体技术和在线交流，土著群体能够超越自己的特定地区，与其他面临类似问题的少数民族建立团结。 菲律宾的土著群体已经能够使用在线媒体来揭穿在国家媒体上传播的陈规定型观念，并与国际受众交流其成因和主张。媒体激进主义还使土著群体能够动员国际盟友的外部支持，特别是在当地情况变得太危险而无法在当地动员的情况下，这是由于政治骚扰或法外处决的情况。 就行动主义而言，媒体的代理人是一把双刃剑，表明了历史的重要性，同时也为未来的意义打下了基础。同样，土著人的生活写作不仅是其历史意义的一种现象，而且还为未来的白人定居者的殖民主义观念奠定了基础，并为确保土著人的土地权利奠定了基础。 
土著居民和托雷斯海峡岛民比非土著澳大利亚人使用社交媒体的比例更高。 作为一种行动主义形式，他们使用社交媒体，尤其是模因来挑战澳大利亚历史的主流观点。 在对原住民和托雷斯海峡岛民社交媒体使用情况的综合研究中，布朗恩·卡尔森和瑞安·弗雷泽（Ryan Frazer）发现，许多人都经历了令人不快的互动，例如拖钓和种族主义，但仍然很重视社交媒体：他们的希望和梦想；它帮助他们“发现”并分享了自己的身份，并建立了相互信任，相互尊重，关心和善意的亲密社区。” 社交媒体是发展维权人士集体身份的重要工具。 

## 抑制
鉴于媒体行动主义的好处，有些人反对将其用作组织工具。技术的一项警告是，当权者可以使用互联网来追踪和瞄准激进分子。 占主导地位的精英，或那些受到媒体激进主义挑战的精英，都试图通过过滤互联网，阻止特定网站，降低连接速度以及跟踪查看政治信息的用户来进行反击。 
朝鲜，委内瑞拉和中国等国家已尝试通过各种策略来减少媒体激进主义。尽管对外关系委员会认为，压制在线行动是为了保护当局的政治或经济利益，但中国政府以民族和谐的名义从事媒体审查。 在朝鲜，该州实际上减少了所有形式的数字通信，但是，一些跨国公民新闻记者已经使用了诸如手机和拇指驱动器之类的技术来向国内外公民传达准确的新闻。 

## 对媒体行动主义的批评
尽管媒体行动主义是行动主义的一种形式，但它不是高风险行动主义的一种形式，而是通过交流进行组织的一种形式。 Slacktivism是一个名词，旨在通过参与社会问题的讨论而不是做出反应来强调缺乏媒体行动主义所采取的行动。 批评者认为，媒体行动主义似乎并不是采取行动应对社会制度的最有效引擎，但是许多人认为，它是将志趣相投的人们联系在一起的一种强有力的交流工具。

## 组织机构
- 现在民主！[翻译腔]
- 报告的公平性和准确性（FAIR）[翻译腔]
- 新闻自由（组织）
- 独立媒体中心
- 媒体联盟
- 猛击者